# А-Фонсаграда
А-Фонсаграда (гал. A Fonsagrada, ісп. Fonsagrada) — муніципалітет в Іспанії, у складі автономної спільноти Галісія, у провінції Луго. Населення — 4520 осіб (2009).
Муніципалітет розташований на відстані близько 410 км на північний захід від Мадрида, 41 км на схід від Луго.
Муніципалітет складається з таких паррокій: А-Альйонка, А-Бастіда, Бруїседо, Карбальїдо, Серейшидо, Куїньяс, Фонфрія, А-Фонсаграда, Фрейшо, Ламас-де-Кампос, Ламас-де-Морейра, Мадерне, Монтесейро, Пасіос, О-Падрон, Парадавелья, Піньєйра, А-Проба-де-Бурон, Сан-Мартін-де-Аррошо, Сан-Мартін-де-Суарна, Сан-Педро-де-Нейро, Сан-Педро-де-Ріо, Санто-Андре-де-Логарес, А-Трапа, О-Тробо, А-Вейга-де-Логарес, В'єйро, Вілаболь-де-Суарна, О-Вілар-да-Куїнья.

## Демографія
Динаміка населення (INE ):

## Галерея зображень

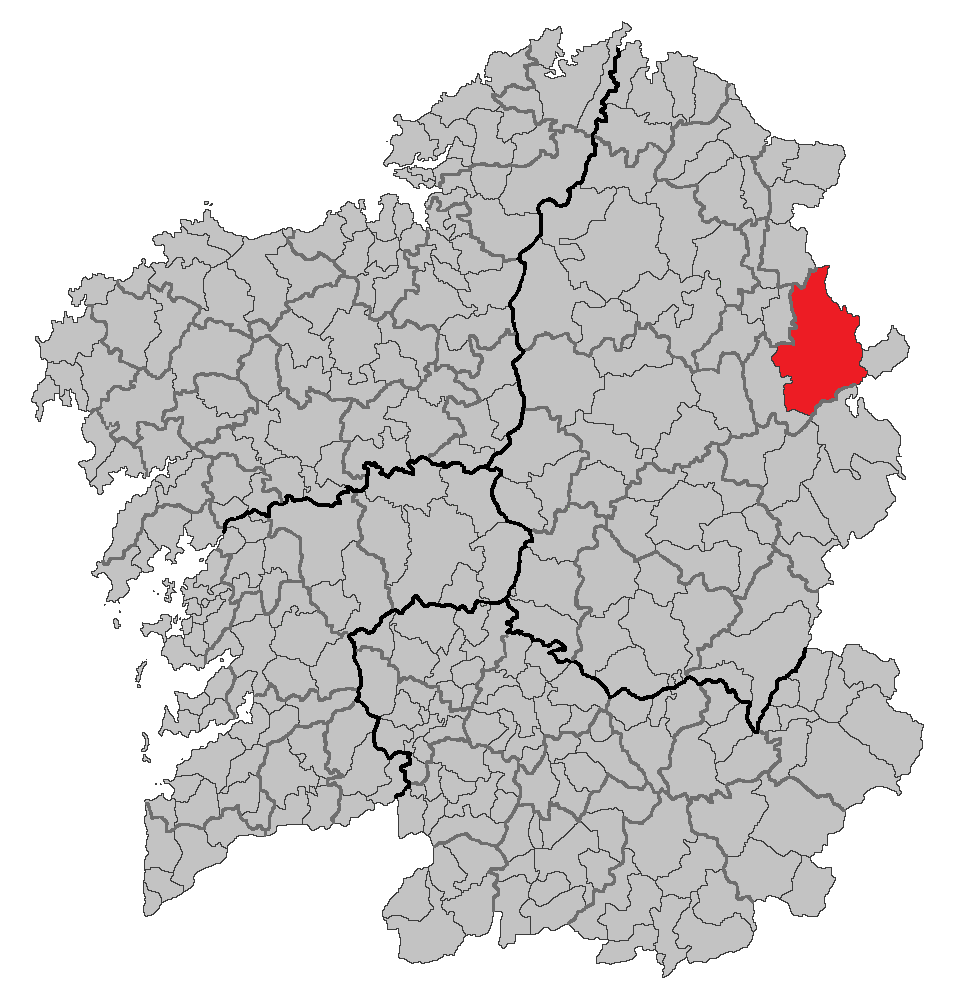
Розташування муніципалітету

## Парафії
Муніципалітет складається з таких парафій: 

## Релігія
А-Фонсаграда входить до складу Лугоської діоцезії Католицької церкви.